# 尾三 (広島県)

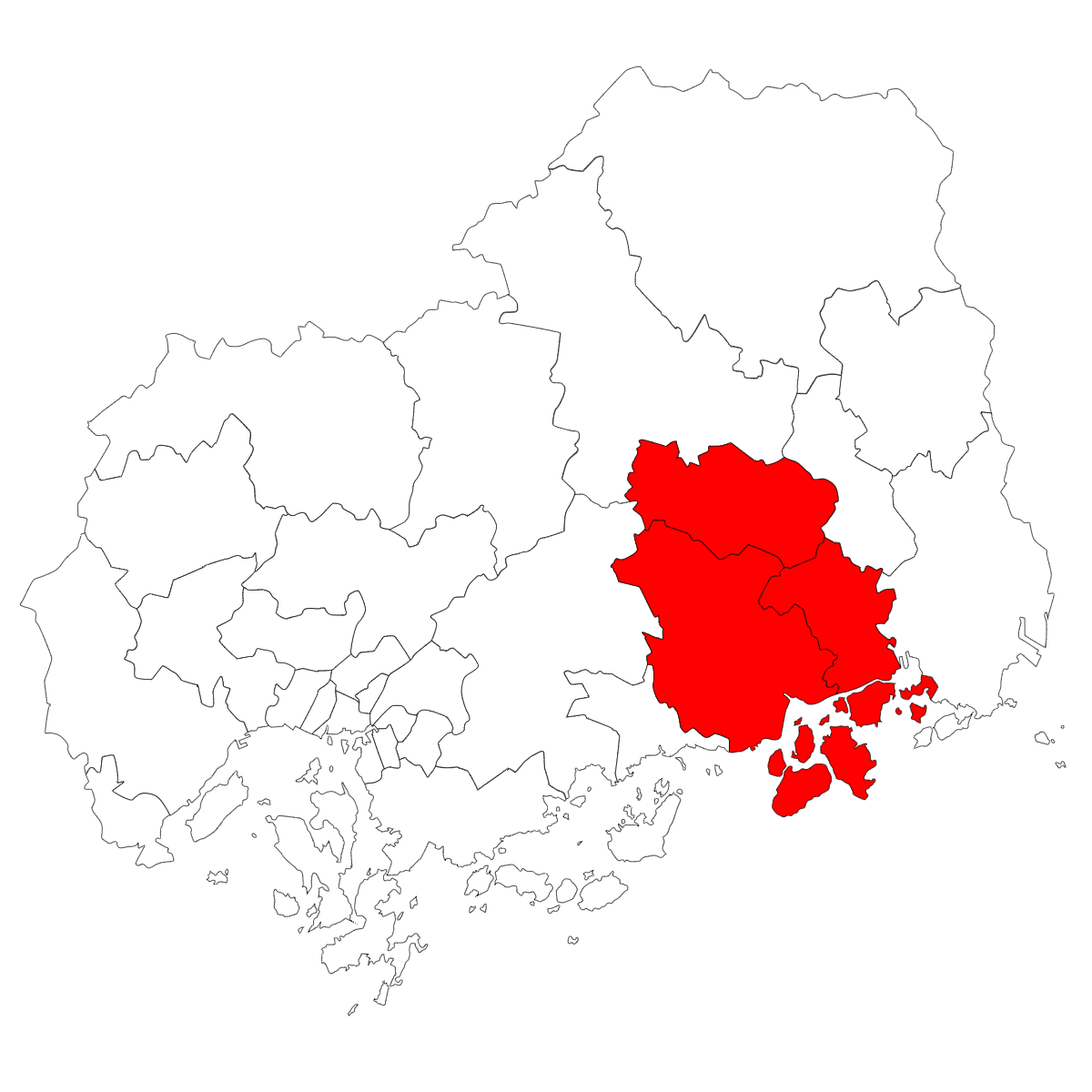
尾三エリア

尾三 (びさん、おさん) は、広島県の尾道市、三原市、世羅郡世羅町を指すエリア。

## 概要
尾道市・三原市を中核とするエリアで、名称は中心都市である尾道+三原の合成地名。平成の大合併により、構成自治体は尾道市・三原市・世羅町の3市町となっている。また、この2市1町で尾三広域行政圏を形成している。
福山市との結びつきが強く、全域が福山（備後）都市圏に入っており、天気予報の二次細分区域や中国新聞などでは福山エリアと一括りにされる。三原市は広島広域都市圏にも入っている。

## 地理
全体的に平地が少なく、山地、丘陵が広がる（吉備高原など）。
南側は瀬戸内海に面しており、狭い平地に市街地が形成され、人口が集中している。また、瀬戸内海には多くの島が浮かぶ（芸予諸島）。

## 交通

### 鉄道
- 西日本旅客鉄道:山陽本線、呉線、福塩線、山陽新幹線（三原駅、新尾道駅）
  - 廃線:尾道鉄道

### 高速道路
- 西日本高速道路:山陽自動車道、西瀬戸自動車道（瀬戸内しまなみ海道）、尾道自動車道

### バス
- 中国バスなど

### 空港
- 広島空港

### 港湾
- 尾道糸崎港、各島の港